# Mephritus fraterculus
Mephritus fraterculus là một loài bọ cánh cứng trong họ Cerambycidae.